# Hiroshi Kaneda
| 3720 Hokkaido         | 28 ottobre 1987   |
| 4000 Hipparchus       | 4 gennaio 1989    |
| 4096 Kushiro          | 15 novembre 1987  |
| 4127 Kyogoku          | 25 gennaio 1988   |
| 4155 Watanabe         | 25 ottobre 1987   |
| 4215 Kamo             | 14 novembre 1987  |
| 4260 Yanai            | 4 gennaio 1989    |
| 4282 Endate           | 28 ottobre 1987   |
| 4284 Kaho             | 16 marzo 1988     |
| 4343 Tetsuya          | 10 gennaio 1988   |
| 4350 Shibecha         | 26 ottobre 1989   |
| 4410 Kamuimintara     | 17 dicembre 1989  |
| 4454 Kumiko           | 2 novembre 1988   |
| 4455 Ruriko           | 2 dicembre 1988   |
| 4494 Marimo           | 13 ottobre 1988   |
| 4500 Pascal           | 3 febbraio 1989   |
| 4631 Yabu             | 22 novembre 1987  |
| 4672 Takuboku         | 17 aprile 1988    |
| 4719 Burnaby          | 21 novembre 1990  |
| 4720 Tottori          | 19 dicembre 1990  |
| 4747 Jujo             | 19 novembre 1989  |
| 4774 Hobetsu          | 14 febbraio 1991  |
| 4842 Atsushi          | 21 novembre 1989  |
| 4844 Matsuyama        | 23 gennaio 1991   |
| 4863 Yasutani         | 13 novembre 1987  |
| 5005 Kegler           | 16 ottobre 1988   |
| 5035 Swift            | 18 ottobre 1991   |
| 5036 Tuttle           | 31 ottobre 1991   |
| 5060 Yoneta           | 24 gennaio 1988   |
| 5070 Arai             | 9 dicembre 1991   |
| 5112 Kusaji           | 23 settembre 1987 |
| 5114 Yezo             | 15 febbraio 1988  |
| 5125 Okushiri         | 10 febbraio 1989  |
| 5135 Nibutani         | 16 ottobre 1990   |
| 5140 Kida             | 8 dicembre 1990   |
| 5146 Moiwa            | 28 gennaio 1992   |
| 5147 Maruyama         | 28 gennaio 1992   |
| 5172 Yoshiyuki        | 28 ottobre 1987   |
| 5176 Yoichi           | 4 gennaio 1989    |
| 5190 Fry              | 16 ottobre 1990   |
| 5191 Paddack          | 13 novembre 1990  |
| 5193 Tanakawataru     | 7 marzo 1992      |
| 5205 Servián          | 11 febbraio 1988  |
| 5212 Celiacruz        | 29 settembre 1989 |
| 5241 Beeson           | 23 dicembre 1990  |
| 5328 Nisiyamakoiti    | 26 ottobre 1989   |
| 5354 Hisayo           | 30 gennaio 1990   |
| 5355 Akihiro          | 3 febbraio 1991   |
| 5358 Meineko          | 26 agosto 1992    |
| 5371 Albertoaccomazzi | 15 novembre 1987  |
| 5373 Michaelkurtz     | 14 novembre 1988  |
| 5376 Maruthiakella    | 16 febbraio 1990  |
| 5398 Jennifergannon   | 13 gennaio 1989   |
| 5400 Anniewalker      | 4 febbraio 1989   |
| (5429) 1988 BZ1       | 25 gennaio 1988   |
| 5562 Sumi             | 4 novembre 1991   |
| 5563 Yuuri            | 9 novembre 1991   |
| 5564 Hikari           | 9 novembre 1991   |
| 5608 Olmos            | 12 marzo 1993     |
| 5779 Schupmann        | 23 gennaio 1990   |
| 5826 Bradstreet       | 16 febbraio 1990  |
| 5831 Dizzy            | 4 maggio 1991     |
| 5834 Kasai            | 28 settembre 1992 |
| 5856 Peluk            | 5 gennaio 1994    |
| (6003) 1988 VO1       | 2 novembre 1988   |
| 6007 Billevans        | 28 gennaio 1990   |
| 6125 Singto           | 4 febbraio 1989   |
| 6159 Andréseloy       | 30 dicembre 1991  |
| 6196 Bernardbowen     | 28 ottobre 1991   |
| 6207 Bourvil          | 24 gennaio 1988   |
| 6235 Burney           | 14 novembre 1987  |
| 6315 Barabash         | 11 ottobre 1990   |
| (6331) 1992 FZ1       | 28 marzo 1992     |
| (6427) 1995 FY        | 28 marzo 1995     |
| 6568 Serendip         | 21 febbraio 1993  |
| 6601 Schmeer          | 7 dicembre 1988   |
| 6734 Benzenberg       | 23 marzo 1992     |
| 6921 Janejacobs       | 14 maggio 1993    |
| 6973 Karajan          | 27 aprile 1992    |
| 7063 Johnmichell      | 18 ottobre 1991   |
| (7070) 1994 YO2       | 25 dicembre 1994  |
| 7295 Brozovic         | 22 giugno 1992    |
| 7352 Hypsenor         | 4 febbraio 1994   |
| 7708 Fennimore        | 11 aprile 1994    |
| 7777 Consadole        | 15 febbraio 1993  |
| 8031 Williamdana      | 7 marzo 1992      |
| 8032 Michaeladams     | 8 marzo 1992      |
| 8184 Luderic          | 16 novembre 1992  |
| 8410 Hiroakiohno      | 24 agosto 1996    |
| 8413 Kawakami         | 9 ottobre 1996    |
| 8414 Atsuko           | 9 ottobre 1996    |
| 8416 Okada            | 3 novembre 1996   |
| 8419 Terumikazumi     | 7 novembre 1996   |
| 10077 Raykoenig       | 26 ottobre 1989   |
| 10118 Jiwu            | 19 ottobre 1992   |
| 10156 Darnley         | 7 novembre 1994   |
| 10196 Akiraarai       | 9 ottobre 1996    |
| 12370 Kageyasu        | 11 aprile 1994    |
| 14950 Alexandradelbo  | 18 gennaio 1996   |
| 20039 Danfalk         | 16 novembre 1992  |
| 20018 Paulgray        | 29 ottobre 1991   |

Hiroshi Kaneda (金田宏?, Kaneda Hiroshi; 1953) è un astronomo amatoriale giapponese, di professione informatico.
Il Minor Planet Center gli accredita le scoperte di settecentocinque asteroidi, effettuate tra il 1987 e il 2000, tutte in collaborazione con Seiji Ueda.
Ha scoperto inoltre tre nove, la V459 Vul nel dicembre 2007, la V2468 Cyg nel gennaio 2008 e la V2491 Cyg nell'aprile 2008 . Ha coriscoperto la cometa 205P/Giacobini.
Gli è stato dedicato l'asteroide 4677 Hiroshi.